# Ranuccio Farnese il Vecchio
Ranuccio Farnese il Vecchio (Ischia di Castro, 1390 circa – Ischia di Castro, 2 luglio 1450) è stato un condottiero italiano, fu Signore di Montalto, Latera, Farnese, Ischia, Valentano e Cellere, Senatore di Roma dall’aprile del 1419, Signore di Piansano dal 1422 e Capitano dell’Esercito Pontificio.

## Biografia
Primo dei sei figli di Pietro Farnese e Pentesilea Dolci, Ranuccio il Vecchio può essere sicuramente ricordato come il fondatore della fortuna dei Farnese: capì che il tempo delle prodezze militari era finito e che per migliorare lo status della famiglia doveva iniziare la marcia di avvicinamento alla corte papale ed entrare nel novero delle grandi famiglie romane.
Senza lasciare mai la cittadinanza di Orvieto, seguendo le orme dei suoi antenati, offrì i suoi servigi alla repubblica di Siena che era in lotta con il conte di Pitigliano.
Nel 1408 il padre Pietro divenne capitano generale di Siena e lo volle come luogotenente.
Nel 1416 la città lo nominò suo Capitano Generale ed egli la ripagò battendo in breve tempo gli Orsini.
Nel 1419 Papa Martino V, per dimostrargli la benevolenza della chiesa, lo elevò al rango di Senatore di Roma, gli confermò i benefici di cui godeva la sua famiglia. Sempre intorno al 1419 sposò Agnese Monaldeschi della Cervara, figlia di Angelo Monaldeschi, Patrizio di Orvieto. Nel 1422 ottenne la metà del contado di Tessennano e le terre di Piansano con il solo obbligo di inviare al camerlengo, ogni anno, 10 libbre di cera bianca. La sua militanza al soldo della chiesa continuò, se possibile, ancora più proficuamente al soldo di Papa Eugenio IV, successore di Martino V.
Ranuccio si mise al suo servizio con 600 cavalieri e 100 fanti e, anziché ritirarsi per i pagamenti irregolari, lasciò che gli arretrati si accumulassero diventando in poco tempo il banchiere ordinario della Chiesa. Approfittando della situazione chiedeva, a titolo di garanzia, castelli, fortezze o territori vicino ai suoi, assicurandone la difesa e raccogliendone le imposte a nome della Camera Apostolica. Con tale metodo riusciva sempre a raccogliere nuove truppe ed a alzare il prezzo dei suoi servigi.
A partire dal 1431, anno in cui divenne vicario perpetuo per le terre di Valentano e Latera, è un susseguirsi di concessioni di benefici: ricevette per 5 anni Marta, con la clausola che se dopo tale periodo la Camera Apostolica non la avesse riscattata, sarebbe rimasta in suo possesso; con lo stesso metodo, nel 1434, ottenne Montalto; sempre nel 1434 ricevette le insegne della Rosa d'Oro; nel 1435 la metà delle terre di Canino, Gradoli e Badia del Ponte gli vennero concesse in qualità di vicario per sé stesso e per i suoi discendenti fino alla terza generazione; infine, nel 1436, ottenne il castello di Cassano nella diocesi di Toscanella ed acquistò il castello di Capodimonte. Nel 1437 mise sotto assedio Foligno insieme ai cardinali Cusano e Vitelleschi.
Con il pontificato di Papa Nicola V, lo Stato della Chiesa non dovette più affrontare guerre e decise di licenziare i suoi condottieri, tra cui Ranuccio Farnese. La Camera Apostolica decise di rimettere al Farnese i 9.000 fiorini del debito per il quale Montalto era stato dato in garanzia e tornò in possesso di questa città. Ranuccio morì nel luglio del 1450 facendosi tumulare nella tomba fatta costruire da Isaia da Pisa l'anno precedente sull'Isola Bisentina sul lago di Bolsena.

## Discendenza
Dall'unione tra Ranuccio ed Agnese nacquero 12 figli:
- Gabriele Francesco (1421 ca.-post 1475), destinato a continuare i fasti militari della famiglia, la cui linea si estinse alla terza generazione;
- Angelo, Capitano dell'Esercito Pontificio;
- Pier Luigi Farnese Seniore (1435-1487), continuatore della stirpe;
- Pietro, Capitano dell'Esercito del Comune di Orvieto;
- Caterina, probabilmente morta in tenera età;
- Violante, probabilmente morta in tenera età;
- Agnese, sposa nel 1443 di Paolo Savelli, signore di Rignano;
- Lucrezia (1430 - 1487), sposa nel 1445 Francesco dell'Anguillara, conte di Anguillara Sabazia, signore di Vetralla, Giove e Viano;
- Eugenia, sposa nel 1455 Stefanello Colonna, signore di Palestrina, Castelnuovo, San Cesareo e Genazzano;
- Pantasilea, sposa Costantino di Ruggiero Cane Ranieri, patrizio di Perugia;
- Francesca, sposa Gentile Monaldeschi della Cervara, conte di Castiglione, patrizio di Orvieto;
- Giulia (? - Roma, 1511), terziaria francescana.